# Navarrais

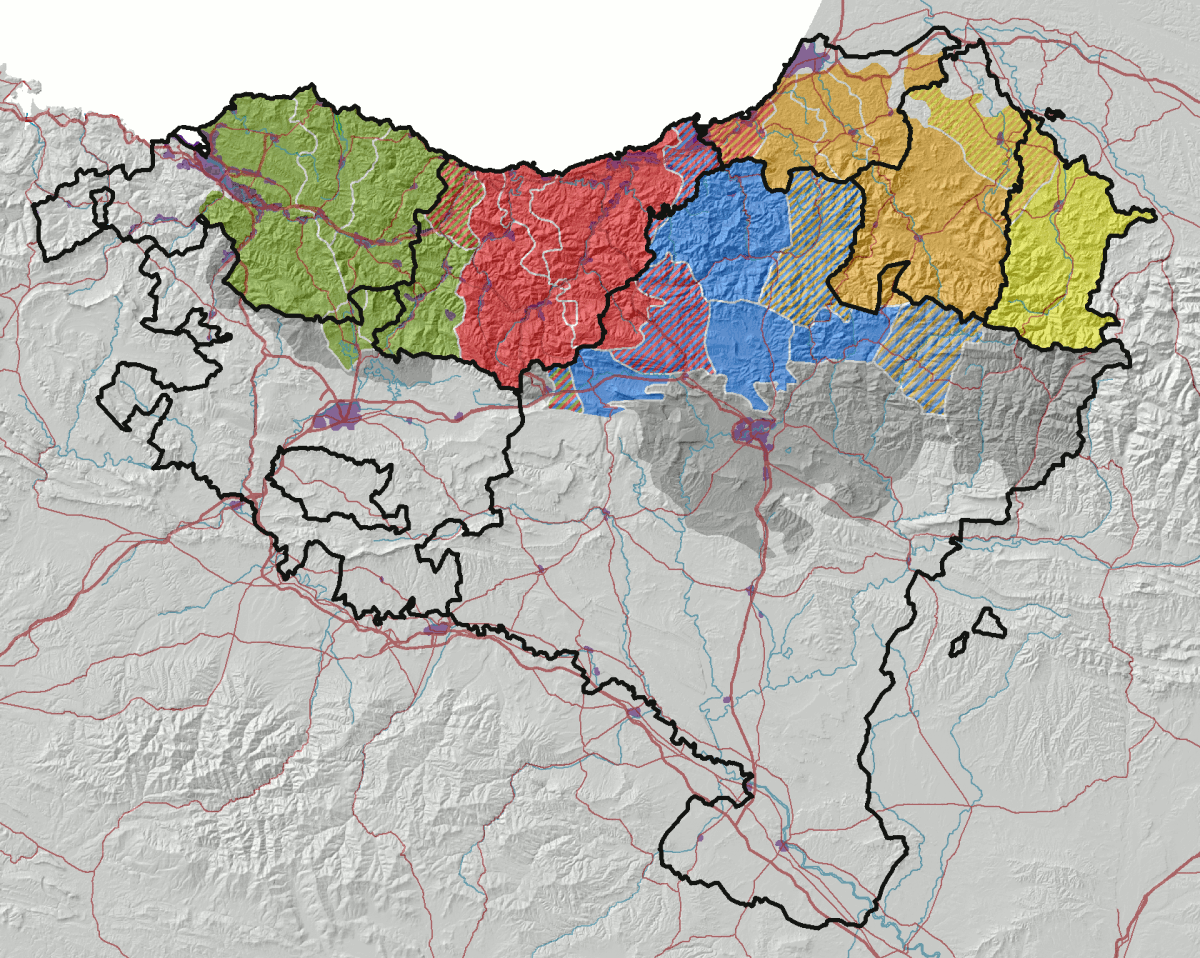
Les dialectes du basque selon Koldo Zuazo
L'occidental (biscaïen)
Le central (guipuscoan)
Le navarrais
Le navarro-labourdin
Le souletin
autres aires du basque cf. 1850 (Louis-Lucien Bonaparte)

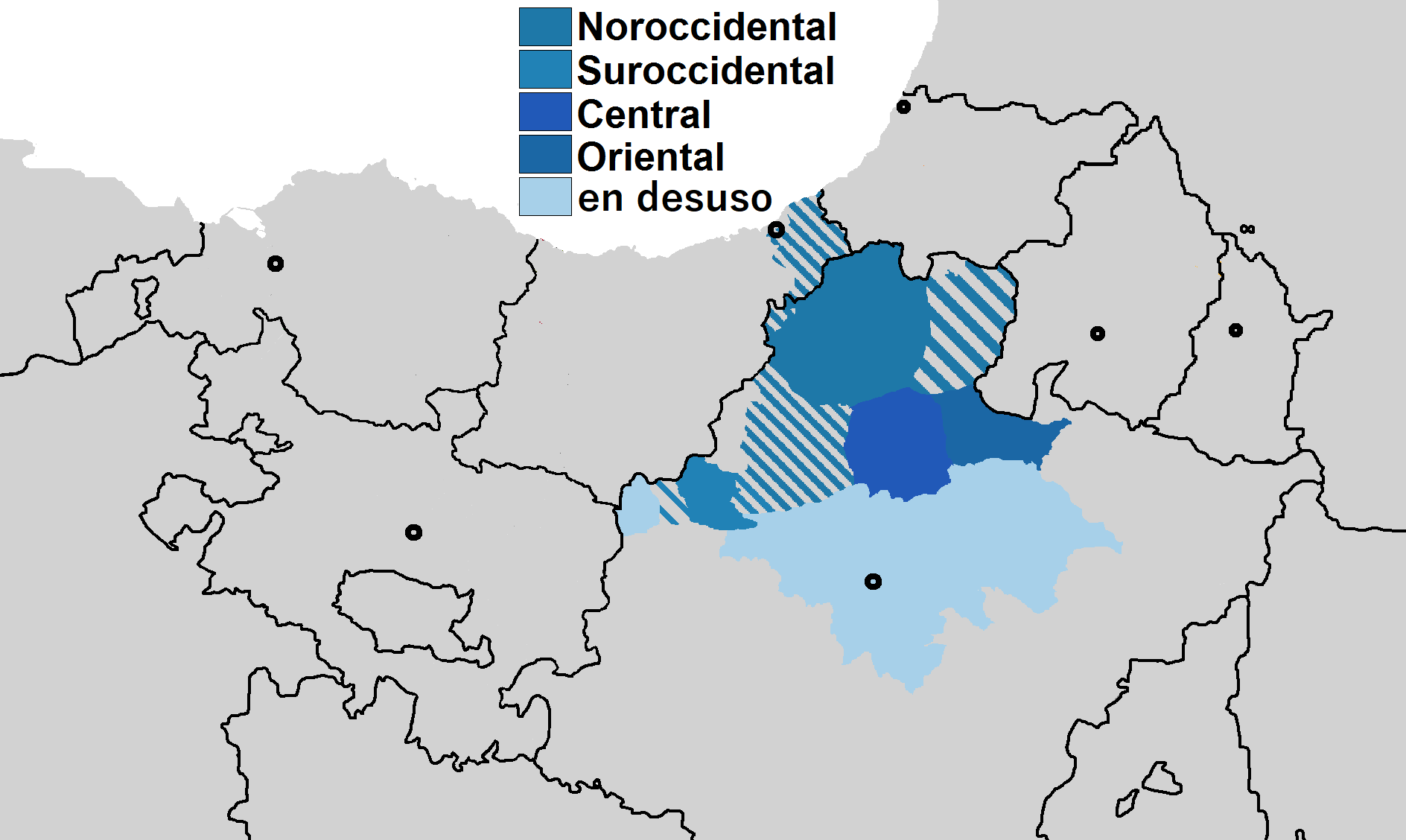

Dialectes du basque

Le navarrais (en basque : nafarrera) est un dialecte du basque. Il est la langue de la Navarre (Haute-Navarre et Basse-Navarre). Il est parlé des deux côtés des Pyrénées, dans le nord de la Navarre côté espagnol et dans la Basse-Navarre côté français, mais également entre Saint-Sébastien et la Bidassoa dans le Guipuscoa. 
C'est à partir du navarrais et des dialectes labourdin et guipuscoan que l'Académie de la langue basque a créé la morphologie du basque unifié ou euskara batua.
Dans le cadre de recherches effectuées dans le domaine de la dialectologie basque, le professeur de philologie basque de l'université du Pays basque, Koldo Zuazo, a proposé une nouvelle classification. Le navarrais devient ainsi une dénomination nouvelle qui fusionne les anciens dialectes haut-navarrais septentrional et méridional.

## Nouvelle classification
La nouvelle classification ne s´éloigne guère de celle établie par Louis-Lucien Bonaparte à la fin du XXe siècle. Les différences portent principalement sur la dénomination des dialectes :
- L'occidental (autrefois biscayen).
- Le central (celui du Guipuscoa, approximativement).
- Le navarrais (autrefois haut-navarrais).
- Le navarro-labourdin (qui fusionne le labourdin et les dialectes bas-navarrais).
- Le navarrais oriental (salazarien et roncalais).
- Le souletin.